# Slow Horses
Slow Horses ou Les Déshonorés au Québec est une série télévisée britannique,basée sur la série de romans Jackson Lamb (également appelée Slough House) de Mick Herron, dont le premier volume, La Maison des tocards (Slow Horses), est sorti en 2010. La série est diffusée depuis le 1er avril 2022 sur Apple TV+. La chanson du générique, Strange Game, est composée par Daniel Pemberton et interprétée par Mick Jagger.

## Synopsis
River Cartwright est évincé du MI5 et se retrouve dans un endroit pire que le purgatoire : l'Étable, une mise au placard pour les espions ratés, supposés y accomplir des tâches sans intérêt, de la paperasserie et où ils subissent les humeurs de leur patron tout aussi minable, Jackson Lamb. La vie à l'Étable est marquée par les corvées et l'inutilité ; pourtant, ses espions se retrouvent impliqués dans une affaire de kidnapping qui pourrait avoir des répercussions majeures pour la sécurité nationale.

## Distribution

### Acteurs principaux
- Gary Oldman (VF : Gabriel Le Doze) : Jackson Lamb
- Jack Lowden (VF : Jim Redler) : River Cartwright
- Kristin Scott Thomas (VF : Danièle Douet) : Diana Taverner
- Sophie Okonedo (VF : Armelle Gallaud) : Ingrid Tearney (saison 3, invitée saison 1)
- Jonathan Pryce (VF : Guy Chapellier) : David Cartwright (saison 4, invité spécial saisons 1 à 3)
- Hugo Weaving (VF : Paul Borne) : Frank Harkness (depuis la saison 4)

### Acteurs récurrents
- Saskia Reeves (VF : Ivana Coppola) : Catherine Standish
- Olivia Cooke (VF : Flora Brunier) : Sidonie « Sid » Baker (saison 1)
- Rosalind Eleazar (en) (VF : Vanessa Van-Geneugden) : Louisa Guy
- Christopher Chung (en) (VF : Martin Faliu) : Roddy Ho
- Steven Waddington (VF : Pascal Casanova) : Jed Moody (saison 1)
- Dustin Demri-Burns (en) (VF : Laurent Maurel) : Min Harper (saisons 1 et 2)
- Paul Higgins (VF : Bernard Bollet) : Struan Loy (saison 1)
- Aimee-Ffion Edwards (VF : Laëtitia Lefebvre) : Shirley Dander (depuis la saison 2)
- Kadiff Kirwan (en) (VF : Mike Fédée) : Marcus Longridge (saisons 2 à 4)
- Joanna Scanlan (VF : Coco Noël) : Moira Tregorian (depuis la saison 4)
- Tom Brooke (VF : Emmanuel Garijo) : J. K. Coe (depuis la saison 4)

### Invités

#### Saison 1
- Antonio Aakeel (en) (VF : Alexandre Bierry) : Hassan Ahmed
- Brian Vernel (VF : Hugo Brunswick) : Curly
- Sam Hazeldine : Moe
- Paul Hilton (en) (VF : Christian Gonon) : Robert Hobden
- Stephen Walters (VF : Christophe Lemoine) : Zeppo
- James Faulkner : Charles Partner (flashbacks)
- Chris Reilly (en) (VF : Sylvain Agaësse) : Nick Duffy (saisons 1 à 3)
- Chris Coghill (en) : Hobbs (saisons 1 et 3)
- Freddie Fox (VF : Théo Frilet) : James « Spider » Webb (saisons 1 à 3)
- Samuel West (VF : Loïc Houdré) : Peter Judd MP (saisons 1 à 3)

#### Saison 2
- Sean Gilder (VF : Arnaud Arbessier puis Guillaume Orsat) : « Bad » Sam Chapman (saisons 2 à 4)
- Alec Utgoff : Arkady Pashkin
- Adrian Rawlins : Duncan Tropper
- Rade Šerbedžija (VF : Féodor Atkine) : Nikolai Katinsky
- Marek Vašut : Andre Chernitsky
- Catherine McCormack : Alex Tropper
- Phil Davis : Richard Bough

#### Saison 3
- Charlie Rowe (VF : Loïc Guingand) : Ben
- Siôn Daniel Young (en) (VF : Benjamin Gasquet) : Douglas
- Eliot Salt (VF : Charlotte D'Ardalhon) : Sarah
- Nick Blood (VF : Hugo Brunswick) : Sturges

#### Saison 4
- Éric Savin (VF : lui-même) : Victor
- Ruth Bradley (VF : Laura Préjean) : Emma Flyte
- James Callis (VF : Alexandre Gillet) : Claude Whelan
- Fred Bianconi (VF : lui-même) : le patron du café français
- Anna Wilson-Jones (en) : Isobel Cartwright
- Kiran Sonia Sawar (en) : Giti Rahman

 Source et légende : version française (VF) sur RS Doublage

## Production

### Développement
En juin 2022, la série est renouvelée pour des saisons 3 et 4. En janvier 2024, une cinquième saison est confirmée. 
En octobre 2024, une sixième saison est confirmée.
La sixième saison est d’ores et déjà en boîte et le tournage de la septième saison commencera à l’automne 2025,.

### Tournage
Le tournage de la première saison a commencé le 30 novembre 2020 en Angleterre et s'est poursuivi jusqu'en février 2021. En juillet 2021, le tournage se déroule à Stroud, Gloucestershire. Il était initialement destiné à être filmé en 2020, mais a été retardé en raison des contraintes sanitaires liées à la Covid 19.
En mars 2023, le tournage de la troisième saison était terminé. L’enregistrement de la saison quatre était sur le point de commencer avec Adam Randall comme réalisateur.
Dans la quatrième saison, certaines scènes se passent en France, dans le village fictif de Lavande, dans un bar tabac nommé « Au Russe Blanc », situé dans l’Eure. Il s’agit en fait de Saint-Clair-sur-Epte dans le Val-d'Oise et le bar tabac est le « Saint-Clairois ».

## Épisodes

### Première saison:Slow Horses(2022)
La première saison de six épisodes a commencé sa diffusion le 1er avril 2022 avec deux épisodes. Elle adapte le premier roman de la série, La Maison des tocards.
1. L'échec est contagieux (Failure's Contagious)
2. Pot de bureau (Work Drinks)
3. Faute grave (Bad Tradecraft)
4. Heures de visite (Visiting Hours)
5. Fiasco (Fiasco)
6. Folies (Follies)

### Deuxième saison:Dead Lions(2022)
La deuxième saison a été tournée en même temps que la première, pour une diffusion à partir du 2 décembre 2022. Elle adapte le roman Les Lions sont morts édité en 2013.
1. Terminus (Last Stop)
2. Bons baisers d'Upshott (From Upshott with Love)
3. Jeux à boire (Drinking Games)
4. Cigales (Cicada)
5. Tactiques politiciennes (Boardroom Politics)
6. Vieux Comptes (Old Scores)

### Troisième saison:Real Tigers(2023)
La troisième saison diffusée depuis le 29 novembre 2023. Elle adapte le roman (en) Real Tigers (2016).
1. Jeux étranges (Strange Games)
2. Leçons douloureuses (Hard Lessons)
3. Négocier avec des tigres (Negotiating With Tigers)
4. Invités intrusifs (Uninvited Guests)
5. Nettoyage (Cleaning Up)
6. Footprints (Footprints)

### Quatrième saison:Spook Street(2024)
La quatrième saison est diffusée depuis le 4 septembre 2024 et adapte le roman (en) Spook Street (2017).
1. Vol d'identité (Identity Theft)
2. Un étranger dans la ville (A Stranger Comes to Town)
3. À quoi pensez-vous ? (Penny for Your Thoughts)
4. Retours (Returns)
5. Grave danger (Grave Danger)
6. Bonjour, au revoir (Hello Goodbye)

## Distinctions

### Récompenses
- USC Scripter Awards (en) 2023 : Meilleur scénario adapté – Télévision pour Will Smith (comédien) (en) (pour l'épisode de L'Échec est Contagieux)
- Prix de l'artisanat télévisuel de la British Academy 2024 (en) : Meilleur montage dans une Fiction pour Sam Williams  (pour l'épisode de Jeux étranges)
- Prix de l'artisanat télévisuel de la British Academy 2024 (en) : Meilleur son dans une Fiction
- Satellite Awards 2024 : Meilleur acteur dans un drame ou série de genre pour Gary Oldman
- Emmy Awards 2024 : Meilleur scénario pour Séries dramatiques

### Nominations
- Golden Globes 2024 : Meilleur acteur dans série télévisée dramatique pour Gary Oldman[9]
- Emmy Awards 2024 : 
  - Meilleure série télévisée dramatique
  - Meilleur acteur pour Gary Oldman
- Golden Globes 2025 : 
  - Meilleure série télévisée dramatique
  - Meilleur acteur dans série télévisée dramatique pour Gary Oldman
  - Meilleur acteur dans un second rôle dans une série, une mini-série ou un téléfilm pour Jack Lowden